# Wanda Hawley
Wanda Hawley (de son vrai nom Selma Wanda Pittack), née le 30 juillet 1895 à Scranton (Pennsylvanie) et morte le 18 mars 1963 à Los Angeles (Californie), est une actrice américaine de l'époque du cinéma muet.

## Biographie
Wanda Hawley naît à Scranton (Pennsylvanie), mais déménage à Seattle (Washington) avec sa famille alors qu'elle n'est encore qu'une enfant. Après ses études, elle commence le théâtre avec un groupe d'amateurs de Seattle, puis effectue des tournées aux États-Unis et au Canada comme chanteuse.
Elle fait ses débuts au cinéma avec la Fox, puis rejoint peu après Famous Players-Lasky, où elle tourne avec notamment avec Douglas Fairbanks dans Mr. Fix-It (1918), ou avec Rudolph Valentino dans The Young Rajah (1922).
Elle devient une star en jouant dans des films de Cecil B. DeMille et Sam Wood.
Sa carrière s'arrête avec l'arrivée du cinéma parlant.

## Filmographie partielle

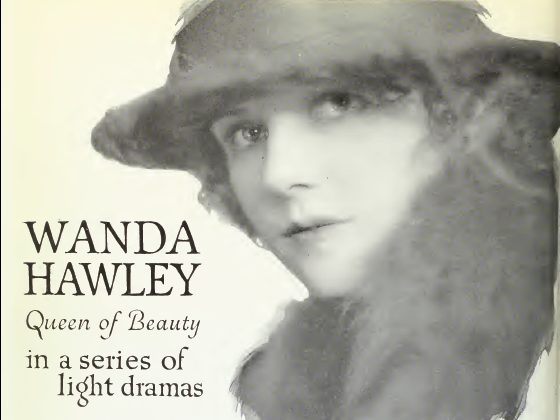
En 1920

- 1917 : Ça... c'est la vie ! (This Is the Life) de Raoul Walsh
- 1917 : The Heart of a Lion de Frank Lloyd : Iola Hamilton
- 1918 : Un charmeur (Mr. Fix-It) d'Allan Dwan : Mary McCullough
- 1918 : Le Vengeur (The Border Wireless) de William S. Hart
- 1918 : L'Illusion du bonheur (We Can't Have Everything) de Cecil B. DeMille
- 1918 : La Proie pour l'ombre (Old Wives for New) de Cecil B. DeMille
- 1919 : Pour le meilleur et pour le pire (For Better, for Worse) de Cecil B. DeMille
- 1919 : You're Fired
- 1920 : The Six Best Cellars de Donald Crisp
- 1920 : The Tree of Knowledge
- 1920 : Double Speed
- 1921 : Le cœur nous trompe (The Affairs of Anatol) de Cecil B. DeMille
- 1922 : Le Jeune Rajah (The Young Rajah) de Phil Rosen
- 1922 : Thirty Days
- 1922 : Sur les sables brûlants (Burning Sands) de George Melford
- 1922 : The Woman Who Walked Alone de George Melford
- 1923 : Brass Commandments de Lynn Reynolds : Gloria Hallowell
- 1923 : Nobody's Money de Wallace Worsley
- 1923 : Fires of Fate
- 1923 : Lights of London
- 1924 : Bread
- 1925 : La Femme de quarante ans (Smouldering Fires) de Clarence Brown
- 1925 : Let Women Alone de Paul Powell
- 1925 : Wizard of Oz
- 1926 : The Midnight Message
- 1926 : The Last Alarm d'Oscar Apfel
- 1926 : Dans la clairière en feu (The Combat) de Lynn Reynolds
- 1927 : Pirates of the Sky
- 1927 : The Eyes of the Totem
- 1931 : Trails of the Golden West
- 1932 : The Crooked Road